# Sh2-18
Sh2-18 (également connue sous le nom de RCW 139) est une petite nébuleuse en émission visible dans la constellation du Sagittaire.
Elle est située sur le bord ouest de la constellation, à une très courte distance du centre galactique. Elle s'étend pendant environ 4 minutes d'arc dans une région obscurcie par la poussière interstellaire, en bordure d'un riche champ d'étoiles. La période la plus propice à son observation dans le ciel du soir se situe entre juin et novembre. Étant dans des déclinaisons modérément méridionales, son observation est facilitée par l'hémisphère sud.
Sh2-18 est une petite région H II située sur le bord extérieur du bras du Sagittaire à une distance d'environ 1 500 pc (∼4 890 al) du Soleil. Il est à mi-chemin entre Sh2-16 et Sh2-19, avec lesquels il est physiquement lié. Il n'y a pas d'étoiles connues responsables de son ionisation, alors qu'il y a des indications que les processus de formation d'étoiles sont actifs, en particulier, trois masers ont été identifiés, un OH, un H2O et un CH3OH, ainsi qu'une source de rayonnement infrarouge, IRAS 17441-2910, coïncidant avec un jeune objet stellaire massif,.
Sh2-18 apparaît en relation avec d'autres régions H II proches, telles que Sh2-15, Sh2-16, Sh2-17, Sh2-19 et Sh2-20, toutes situées à environ 1 500 pc (∼4 890 al) avec l'amas ouvert Cr 347. Ces nébuleuses constitueraient donc une seule grande région de formation d'étoiles située sur le bord extérieur du bras du Sagittaire. Par un effet de perspective, depuis la Terre cette région apparaît exactement superposée à la direction du centre galactique.